# Derby Center
Derby Center es una villa ubicada en el condado de Orleans en el estado estadounidense de Vermont. En el año 2010 tenía una población de 597 habitantes y una densidad poblacional de 157.1 personas por km².

## Geografía
Derby Center se encuentra ubicada en las coordenadas 44°57′24″N 72°8′28″O / 44.95667, -72.14111.

## Demografía
Según la Oficina del Censo en 2000 los ingresos medios por hogar en la localidad eran de $27,865 y los ingresos medios por familia eran $30,417. Los hombres tenían unos ingresos medios de $30,192 frente a los $16,375 para las mujeres. La renta per cápita para la localidad era de $15,435. Alrededor del 9% de la población estaban por debajo del umbral de pobreza.